# Hi Diddle Diddle
Hi Diddle Diddle ist eine US-amerikanische Screwball-Komödie von Andrew L. Stone aus dem Jahr 1943. 

## Handlung
Hector Phyffe erscheint zu spät auf der Hochzeit seines Sohnes Sonny mit Janie Prescott. Er erfährt, dass die Hochzeit jedoch noch gar nicht stattgefunden hat, da das Schiff von Marine Sonny noch nicht eingelaufen ist. Da Hector wie immer knapp bei Kasse ist – er ist auf das Geld seiner erst kürzlich angeheirateten Ehefrau, der bekannten Wagner-Interpretin Genya Smetana angewiesen, die ihm wöchentlich 25 Dollar zubilligt –  nimmt er ein Geschenk des Managements an Genya heimlich als Brautgeschenk von Sonny für Janie mit. Er holt Sonny vom Hafen ab und gemeinsam eilen sie zur bereits ungeduldig wartenden Hochzeitsgesellschaft. Das von Hector organisierte Brautgeschenk enthält neben Blumen auch einen wertvollen Diamantclip und Janie ist darüber so entzückt wie Hector verblüfft.
Kurz vor der Trauung eröffnet die Mutter der Braut, Liza, ihrer Tochter und Sonny, dass sie ihr ganzes Vermögen von 50.000 Dollar auf Anraten des Casinobesitzers Peter Warrington III am Spieltisch riskiert und verloren habe. Zudem habe sie wertlose Aktienpapiere der Firma Atlas International Copper gekauft. Peter ist selbst in Janie verliebt und glaubt, dass Sonny sie nur des Geldes wegen heiraten will. Sonny jedoch heiratet Janie trotzdem und vertraut darauf, dass Hector das verlorene Geld wiederbeschaffen kann. Hector beschließt, das Geld durch einen Trick beim Glücksspiel in Peters Casino zu holen. Er macht mit Casinosängerin Leslie Quayle und ihrem Freund gemeinsame Sache und platziert beim Roulette einen starken Magneten unter einer Nummer, der den sowieso eingesetzten Magneten des Croupiers aussticht. Mit dem ahnungslosen Sonny, der eigentlich mit Janie in die sowieso nur zwei Tage langen Flitterwochen fahren wollte, geht Hector stattdessen ins Casino und gewinnt 75.000 Dollar, die den Verlust Lizas wettmachen.
Peter will Janie immer noch für sich gewinnen und holt sie zusammen mit ihrer Mutter ins Casino. Unterdessen ist auch Hectors Ehefrau Genya im Casino erschienen, die nicht weiß, dass Hector einen Sohn hat. Sie sieht an Janie den Diamanten, der eigentlich ihr gehören sollte und erfährt von ihr, dass ein gewisser Herr Phyffe ihn ihr zur Hochzeit geschenkt habe. Während Janie Sonny meint, glaubt Genya, Hector habe heimlich ein zweites Mal geheiratet, zumal sie auch denken muss, dass Sonny und Leslie ein Paar sind, die nach dem gelungenen Coup miteinander tanzen. Das Chaos kann nicht geklärt werden, da Hector den Bandleader im Casino durchsagen lässt, dass Genya ein Stück von Wagner singen will. Alle Gäste verlassen fluchtartig das Casino.
Hector will David auch dazu bringen, die wertlosen Aktienpapiere der Kupferfabrik zurückzukaufen. Er lässt eine fingierte Zeitung drucken, die einen Aufschwung eben jener Fabrik deutlich macht. Sonny kommt mit Peter in die Börse, in der Hector zu arbeiten vorgibt, und der überreicht Sonny einen hohen Scheck für Lizas Aktien. Wenig später erscheint die eingeweihte Leslie und bietet Hector ebenfalls Aktien der Fabrik an, doch der gibt vor, erst Geld abheben gehen zu müssen. Peter will in seiner Abwesenheit heimlich die Papiere von Leslie kaufen. Unterdessen ist Janie in Hectors Wohnung eingezogen, glaubt sie doch, dass dies die Wohnung sei, die Hector dem Paar zur Hochzeit versprochen hat. Hector kann das Missverständnis nicht rechtzeitig aufklären und Genya erscheint. Sie ist empört, glaubt sie doch in Janie eine Nebenbuhlerin vor sich zu haben. Erst jetzt klärt sich, dass Hector der Vater von Sonny und der Schwiegervater von Janie und Genya also Janies Schwiegermutter ist. Genya gibt Janie nun den Diamantclip als nachträgliches Hochzeitsgeschenk. Leslie, Liza und David erscheinen und Liza gibt zu, nie Geld im Casino verloren zu haben. Es sei nur ein Trick gewesen, um Sonnys Redlichkeit zu prüfen. David wiederum konnte Leslies wertlose Aktien nicht aufkaufen, da der Leiter der Börse von Hectors Ankäufen gehört hatte und sich nun selbst die Aktien sicherte. Sonny ist unterdessen zum Haus der Prescotts gefahren, doch ist Janie noch in Hectors Wohnung. Beide verfehlen sich mehrfach, als sie zum jeweils anderen gelangen wollen, treffen am Ende jedoch zusammen am Haus der Prescotts an. Zwar wollen sie nun für wenige Stunden wie geplant in die Flitterwochen fahren, da Sonnys Landurlaub nur auf 48 Stunden beschränkt ist, doch rät ihnen das Hausmädchen, lieber gleich im gerade menschenleeren Haus zu bleiben, und sie stimmen zu. Bei Hector haben sich unterdessen alle anderen versammelt und singen die Ouvertüre von Wagners Tannhäuser, woraufhin die Comicfiguren von Wagner und seiner Familie an der Tapete die Flucht ergreifen.

## Produktion
Hi Diddle Diddle wurde von April bis Mai 1943 gedreht und kam am 20. August 1943 in die US-amerikanischen Kinos. Es war der vorletzte Film des Stummfilmstars Pola Negri, die ihren Abschied von der Leinwand 1964 in Der Millionenschatz gab. Ein Running Gag des Films ist Schauspielerin Lorraine Miller, die in zahlreichen verschiedenen Szenen im Film in unterschiedlichen Rollen auftaucht und von Hector und den anderen Figuren immer wieder bemerkt wird, bis Billie Burke als Liza bemerkt „She’s a very particular friend of the director who’s making this picture. He sticks her in every scene he can“ („Sie ist eine besondere Freundin des Regisseurs dieses Films. Er steckt sie in so viele Szenen wie möglich.“).
Die Filmbauten schuf Frank Paul Sylos, die Kostüme Adrian. Die Trickfilmsequenzen zu Beginn und Ende des Films stammen von Friz Freleng (Regie) und Leon Schlesinger (Produzent).
Im Film sind verschiedene Lieder zu hören:
- I Loved You too Little, too Late – gesungen von June Havoc
- The Man with the Big Sombrero – gesungen von June Havoc
- Gesang der Pilger und Abendstern aus Wagners Tannhäuser – gesungen von Pola Negri u. a.

## Kritik
Die United States Conference of Catholic Bishops bezeichnete Hi Diddle Diddle als eine „dämliche, unbekümmerte Komödie“ mit zahlreichen sexuellen Anspielungen. Classic Film Guide nannte die Handlung gewöhnlich für Screwball-Komödien.

## Auszeichnungen
Phil Boutelje erhielt für Hi Diddle Diddle 1944 eine Oscarnominierung in der Kategorie Beste Filmmusik.